# ديان راديتش
ديان راديتش هو لاعب كرة قدم صربي في مركز حراسة المرمى، ولد في 8 يوليو 1980 في Inđija ‏ في صربيا. لعب مع ألانيا وراد بيوغراد وسبارتاك نالتشيك ونادي روستوف ونادي فويفودينا.

## وصلات خارجية
- ديان راديتش على موقع قاعدة بيانات كرة القدم.إي يو (الإنجليزية)
- ديان راديتش على موقع Soccerway.com (الإنجليزية)
- ديان راديتش على موقع عالم كرة القدم.نت (الإنجليزية)